# 후비청
후비청(胡璧城, 1868년 ~ 1925년)은 청나라 시대 말기와 중화민국 대륙 본토 국민정부 시대 초기의 관료 겸 정치인이다.
1897년 청나라 문관 관직에 음서로써 천거되어 광서제, 보경제, 선통제 등을 비롯하여 3명의 청나라 군주들을 섬기다가 끝내 1910년 청나라 관료직을 사퇴하였고 1년 후 1911년 신해혁명에 참가하여 중화민국 국민정부 창건에 참가하여 훗날 위안스카이 대총통의 비서관 직무대리를 지낸 바 있다.
1915년 중화민국 정치 분야에서 은퇴하였다.